# Colossus Bridge (Philadelphia)
Die Colossus Bridge, auch Upper Ferry Bridge, Upper Permanent Bridge, Fairmount Bridge oder Lancaster Schuylkill Bridge genannt, war eine Holzbrücke über den Schuylkill River bei Philadelphia in Pennsylvania, USA.
Die von Lewis Wernwag entworfene und zwischen 1812 und 1813 unter seiner Bauoberleitung errichtete gedeckte Bogenbrücke hatte bei ihrer Eröffnung die größte Stützweite aller hölzernen Brücken weltweit.

## Lage
Sie stand am Platz der Upper Ferry, der flussaufwärts im Norden von Pennsylvania verkehrenden Oberen Fähre, in dem damals noch weitgehend unbebauten Gelände bei den im Bau befindlichen Fairmount Water Works. Wenige Jahre später verband die nun als Upper Permanent Bridge im Stadtplan verzeichnete Brücke den inzwischen entstanden nördlichen Vorort Spring Garden mit Mantua am westlichen Ufer des Schuylkill. Heute würde sie einige Meter flussabwärts der Fairmount Water Works unterhalb des Philadelphia Museum of Art in der Innenstadt stehen. Sie diente auch dem Verkehr auf der 1795 eröffneten Philadelphia and Lancaster Turnpike, der ersten (mautpflichtigen) Fernstraße (Turnpike Road) der USA.

## Beschreibung
Die Upper Ferry Bridge war die zweite Brücke über den Schuylkill nach der 1805 eröffneten Permanent Bridge von Timothy Palmer (1751–1821) an der damaligen High Street.

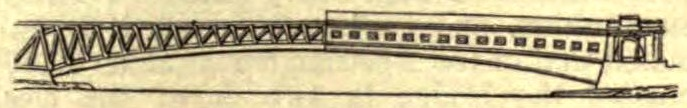
Schema der Brücke

Die insgesamt 121,9 m (400 ft) lange gedeckte Brücke war an den Widerlagern 15,2 m (50 ft) breit und verengte sich zum Scheitel auf 10 m (33 ft). Sie hatte einen 103,7 m (340 ft 3 in) weiten Bogen mit durch Fachwerk aufgeständerter Fahrbahn, wobei das Fachwerk auch das Dach trug. Sie hatte zwei Fahrbahnen für die damaligen Kutschen und zwei Gehwege, die jeweils durch das Fachwerk auf den fünf Bogenrippen voneinander getrennt waren. Kleine Fenster in den Seitenwänden gaben genügend Licht im Inneren. Sie war ein Beispiel für die in dieser Zeit in Nordamerika truss arch bridges (In etwa: Fachwerkbogen) genannten hölzernen Brücken.  Ihr hölzernes Fachwerk war durch zusätzliche eiserne diagonale Stäbe verstärkt; es war das erste Mal, dass in einer weitgespannten Brücke eiserne Stäbe eingesetzt wurden. Die Bogenrippen bestanden aus je sechs Balken. Sie wurden durch eiserne Stäbe zusammengehalten, die nachreguliert werden konnten, wenn die Balken mit der Zeit austrockneten. Diese Stäbe verhinderten gleichzeitig den Kontakt der Balken untereinander und dadurch die Gefahr des Verrottens.
Ihr Titel als weitester Bogen ging 1815 vorübergehend an die McCall’s Ferry Bridge von Theodore Burr, die 1818 durch Eis zerstört wurde.
Die Brücke wurde mindestens zweimal von Thomas Birch gemalt; eines der Gemälde war die Vorlage für einen Radierung von 1813 von Jacob J. Plocher.
1838 wurde sie durch ein Feuer vollkommen zerstört. Erst 1842 fand sich genügend Kapital für einen Ersatz durch die in den USA berühmt gewordene Fairmount Suspension Bridge oder Wire Bridge at Fairmont von Charles Ellet, die erste größere Hängebrücke der USA.
Heute steht ungefähr an dieser Stelle die Spring Garden Street Bridge.